# Belén Caccia
Belén Caccia (3 de noviembre de 1975, Buenos Aires, Argentina) es una comediante, actriz, directora y guionista argentina, referente de la comedia en Latinoamérica.

## Biografía
Nacida en Buenos Aires, su primera aparición pública fue a los tres años de edad, en 1979 en el programa de televisión Cantaniño conducido por Gachi Ferrari y su primera participación en teatro, fue en el año 1991 en el anfiteatro de ATE (Asociación Trabajadores del Estado) la obra Dos señores atorrantes de los hermanos Guillermo y Horacio Pelay, encarnando el personaje de Julia.
En el año 1992 interpretó a la dama triste en la obra Prohibido suicidarse en primavera,en el Teatro Municipal General San Martín. A fines del 1993, en la obra Mirandolina, interpretó a Deyanira en el Teatro Nacional Cervantes con dirección del español Oscar Torre.
En los comienzos de su carrera, ( 1996) formó parte de espectáculos como "Buenos Aires no duerme" mega evento organizado por el Gobierno de la Ciudad de Buenos Aires en el Centro de Exposiciones de la Ciudad de Buenos Aires. Por su destacada participación en dicho evento (récord en espectadores) fue invitada a formar parte del Tren cultural del Gobierno de la Ciudad que visitó las provincias, con su espectáculo de tango y humor "Pavada para un loco".
Desde el año 2000 ha trabajado como payasa y acróbata de vuelo en viarios circos, siendo el Circo Rodas, el más grande y más antiguo de los circos argentinos con el que ha recorrido el continente americano durante varios años. 
Como actriz, autora y directora ha realizado espectáculos en Argentina, en las ciudades de Catamarca, Córdoba, Corrientes, Entre Ríos, Jujuy, La Pampa, La Rioja, Mendoza, Posadas, Salta, San Juan, San Luis, Santa Cruz, Santa Fe, Santiago del Estero y Tucumán. Buenos Aires y en ciudades y pueblos de los países México, Colombia y Ecuador.
Creadora de la corriente teatral Dinámica expresiva propone aplicar las técnicas de actuación fuera del ámbito teatral con el objetivo de mejorar la calidad de vida de los no actores.
Su desempeño como profesora de oratoria en el Senado de la Nación Argentina siendo la única profesora de la materia para empleados legislativos como para diputados y senadores a lo largo de ocho años consecutivos, ha llamado la atención de la prensa, dado que sea una comediante precisamente quien enseñe a hablar a políticos destacados, entre ellos el vicepresidente de la Nación. 

Belén Caccia en Teatro Broadway. Buenos Aires. Año 1978

Desde el año 1994 se dedica a la comedia, especialmente al stand up (monólogos cómicos) . También ejerció la docencia del mismo y fue jurado de diversos concursos nacionales o selecciones de cómicos para eventos culturales a nivel nacional e internacional.
Como comediante de stand up, paralelamente a sus espectáculos en teatros de C.A.B.A y giras, participó en Ciudad Emergente, organizado por el Gobierno de la Ciudad de Buenos Aires, en el escenario principal en dos ocasiones, en Acercarte organizado por el Gobierno de la Provincia de Buenos Aires, (Con un total de entre 2000 y 3000 espectadores cada una).
Debido a su colaboración en eventos a beneficio de hospitales infantiles,se le ha otorgado reiteradas veces el título honorífico de Artista solidaria en el Hospital de Niños Dr. Ricardo Gutiérrez de Buenos Aires.
Tras sus desempeños como colaboradora y reportera en programas de televisión, desde el año 2008 hasta su partida a España, en el año 2019, ha sido presentadora de los programas de radio Teatro en tu oreja por BCN Radio y Teatristas, por Radio Sentidos, y el programa televisivo Nos ponemos de pie, dedicado al stand up Comedy, así como en el legendario De 1 a 5 por C5N entre otros.
En agosto de 2017 fue oradora de TED X (Technology, Entertainment Design) en la Cámara de Diputados de la Nación Argentina.
Jurado de los Premios Hugo al Teatro Musical y profesora de talleres de juegos teatrales Biblioteca del Congreso de la Nación Argentina ha coordinado las actividades culturales de Teatro para la vida
En el año 2019 se ha radicado en Madrid, España, donde continúa su carrera de monologuista mientras realiza espectáculos de comedia y protagoniza obras de su autoría en Microteatro. También continúa impartiendo clases de teatro, monólogos cómicos, oratoria y dinámica expresiva, en Bibliotecas Públicas de la Comunidad de Madrid, Bibliotecas de la Municipalidad de Madrid, en empresas y en su propio estudio llamado Reina Mab.